# اندرس هولش پاولسن
اندرس هولش پاولسن (انگلیسی: Anders Holch Povlsen؛ زادهٔ ۱۹۷۲) کارآفرین و سرمایه‌دار اهل دانمارک است، که بعنوان مالک و مدیرعامل شرکت بست‌سلر فعالیت می‌کند.